# Burmonyx zigrasi
Burmonyx zigrasi — викопний вид довгоносикоподібних жуків родини Nemonychidae, що існував у пізній крейді (99 млн років тому). Голотип виявлений у бірманському бурштині.